# Lygodium polystachyum
Lygodium polystachyum là một loài dương xỉ trong họ Lygodiaceae. Loài này được Wall. ex T. Moore mô tả khoa học đầu tiên năm 1857.
Danh pháp khoa học của loài này chưa được làm sáng tỏ. 